# Красноплечий попугайчик
Красноплечий попугайчик (лат. Psittinus cyanurus) — вид птиц из семейства Psittaculidae.

## Внешний вид
Длина тела 18 см. Спина чёрная, надхвостье и поясница ультрамариново-голубого цвета. Голова в верхней части и с боков серовато-голубая. Нижняя часть тела зеленовато-жёлтая с коричневым оттенком, брюшко голубоватого оттенка. На плече имеется красно-коричневое пятно. Кроющие перья крыла зелёные, окаймлённые жёлтым цветом. Хвост жёлтый.

## Образ жизни
Населяют леса до высоты 700 м над уровнем моря, а также сады, плантации, мангровые заросли и кокосовые рощи. Живут небольшими группами до 20 птиц. Питаются семенами, фруктами и цветками.

## Размножение
Гнездо, в которое самка откладывает 3 яйца, устраивает высоко над землёй в дуплах деревьев.

## Распространение
Обитает на юго-востоке Таиланда, в Мьянме, Малайзии, Сингапуре, на островах Суматра и Калимантан.

## Классификация
Выделяют 2 подвида:
- Psittinus cyanurus cyanurus (Forster, 1795)
- Psittinus cyanurus pontius Oberholser, 1912

Ранее вид был выделен в монотипический род, но потом один из подвидов был выделен в самостоятельный вид Psittinus abbotti Richmond, 1902